# 시모네 페페
시모네 페페(이탈리아어: Simone Pepe, 1983년 8월 30일, 이탈리아, 알바노라치알레 ~ )는 이탈리아의 옛 축구 선수이며, 포지션은 윙어였다. 또한 시모네 페페는 지난 2010년 FIFA 월드컵에서는 이탈리아의 주전 선수로 출전하기도 했다.

## 수상
팔레르모
- 2003-04 세리에 B 우승

 유벤투스
- 세리에 A : 2011-12, 2012-13
- 코파 이탈리아 준우승 : 2011-12
- 수페르코파 이탈리아나 : 2012, 2013